# Limacospora sundica
Limacospora sundica är en svampart som först beskrevs av Jørg. Koch & E.B.G. Jones, och fick sitt nu gällande namn av Jørg. Koch & E.B.G. Jones 1995. Limacospora sundica ingår i släktet Limacospora och familjen Halosphaeriaceae.   Inga underarter finns listade i Catalogue of Life.